# 白柳力
白柳 力（しらやなぎ つとむ、1984年5月21日 - ）は、日本の脚本家、演出家、俳優。劇団こちらスーパーうさぎ帝国主宰。EFFECT所属。静岡県出身。血液型AB型。

## 来歴・人物
- 日本大学芸術学部演劇学科卒業。
- 2004年に同期の在学生を中心に劇団こちらスーパーうさぎ帝国を結成。劇団の全公演の脚本・演出を手掛ける。
- 本公演では自らも出演することも多い。

## 作品
劇団 こちらスーパーうさぎ帝国　全公演　脚本・演出

### 舞台（劇団外部公演）
- 舞台版『世界のどこにでもある、場所２』脚本提供（2010年、下北沢駅前劇場）
- 東日本大震災復興支援チャリティ公演『ポチッとな。 -Switching On Summer-』脚本・演出（2011年、相鉄本多劇場・ベイシア文化ホール）
- 相鉄本多劇場25周年記念公演『男子ing!!』脚本・演出（2011年、相鉄本多劇場）
- 『男子ing!!』脚本・演出（2012年、新宿スペース107）
- 『ポチッとな。 -Switching On Summer-』脚本・演出（2012年、俳優座劇場・相鉄本多劇場）
- 『コミックス☆GO GO』脚本・演出（2012年8月17日-26日、俳優座劇場）
- 『男子ing!!』脚本・演出（2013年3月8日-17日、俳優座劇場）
- 『ポチッとな。-Switching On Summer-』脚本・演出（2013年7月10日-15日、俳優座劇場）
- 『ミニチュア!!』脚本・演出（2014年3月19日-23日、新宿スペース107）
- 『ヨビコー！～You be cool！～』脚本・演出・ゲスト出演（2014年10月22日-26日、六行会ホール）
- 『ヘブンイレブン！』脚本・演出（2015年3月11日-15日、俳優座劇場）
- 『三ツ星に願いを！』脚本・演出（2015年7月8日-12日、俳優座劇場）
- 『負けんな漫研！』脚本・演出（2015年10月30日-11月3日、新宿村LIVE）
- 『ヨビコー!!～You be cool!!～』脚本・演出（2016年3月2日-6日、六行会ホール）
- 『BANK BANG LESSON!!』脚色・演出（2016年8月30日-9月4日、六行会ホール）
- 『主人がオオアリクイに殺されて1年が過ぎました』脚色・演出（2016年10月5日-10日、俳優座劇場）
- 『ミニチュア!!～フリーペーパーのナイス街～』脚本・演出（2017年3月8日-12日、俳優座劇場）
- 『負けんな漫研！』脚本・演出（2017年9月6日-10日、六行会ホール）
- ミュージカル『ハッピーマーケット！』脚本・演出・作詞（2017年11月22日-26日、スペース・ゼロ）
- 『わが家の最終的解決』演出（2018年3月28日-4月1日、シアターサンモール）
- 『男子はつらくないよ？』脚本・演出（2018年7月29日-8月4日、三越劇場）
- 『明るいお葬式～るんるんは2度死ぬ～』脚色・演出（2018年9月12日-17日、俳優座劇場）
- 『熱血硬派くにおくん 乱闘演舞編』脚本・演出（2018年11月21日-25日、スペース・ゼロ）
- 『シナリオに映る半月』脚本・演出（2023年2月22日-26日、劇場MOMO）

### テレビ
- 『男子ing!!』 ドラマパートの脚本・演出（2012年9月14日- 、TOKYO MX）
- 『痛快TV スカッとジャパン』出演（2018年1月-、フジテレビ系列）
- 『モンスターライフ』脚本（2019年7月-、仙台放送）

### その他
- 『TOHOUKU DREAM COLLECTION』ニャンテレステージ 演出（2016年10月22日、ゼビオアリーナ仙台）
- 『MONSTER LIVE！』総合演出（2017年5月30日-6月4日 、シアターモリエール）